# Ameisenberg (Žitavské hory)
Ameisenberg (v překladu Mravenčí vrch) je 575 metrů vysoký kopec na území Chráněné krajinné oblasti Žitavské hory, součásti Přírodního parku Žitavské hory (Naturpark Zittauer Gebirge) v zemském okrese Zhořelec v Sasku. Vrch se nachází v jihozápadním výběžku katastrálního území obce Olbersdorf, necelé 3 km vzdušnou čarou od česko-německé státní hranice (hraniční závora Kammloch).  Z geografického hlediska toto území přináleží do geomorfologického celku Lužické hory, v severní saské části označovaných jako Žitavské hory (Zittauer Gebirge).

## Popis
Ameisenberg je zalesněný pískovcový vrch, který se nachází na severním okraji Žitavských hor, přibližně 1,2 km severně od Oybinu. Stejná vzdálenost jej dělí přes údolí Zlatého potoka (Goldbach) od podobně modelovaného a jen o 7 metrů vyššího kopce Töpferu. Avšak na rozdíl od Töpferu, jehož nejstrmější srázy jsou na jeho severní straně, severní svahy Ameisenbergu se do Žitavské kotliny svažují jen povlovně. Zato na východní a jihovýchodní straně spadají do údolí Zlatého potoka strmé skalní stupně.
Na Ameisenbergu je celá řada různých zajímavých skal a skalních vyhlídek. Na vrcholu kopce se nachází i menší skalní město, v němž mezi různými skalními tvary lze nalézt i dobře vyvinutý skalní hřib. Na jižním svahu Ameisenbergu se vyskytuje i jeden viklan - podobně, jako na západní straně Töpferu.

## Historie
Kolem Ameisenbergu vedly historické cesty již od dávných dob, například podél severního a západního úbočí kopce vedla trasa Staré lipské cesty ze Žitavy do Lipé.
V údolí mezi Ameisenbergem a Töpferem se nachází zastávka Žitavské úzkorozchodné dráhy Teufelsmühle (v překladu Čertův mlýn), pojmenovaná podle někdejšího nejstaršího oybinského mlýna (pozn.: trať je v provozu od roku 1897, mezi roky 1973 až 1990 byla  zastávka Teufelsmühle zrušena). Uvedený mlýn zde pravděpodobně existoval již na přelomu 15. a 16. století, písemně je zmiňován poprvé až v roce 1562 jako pila a o 12 let později jako mlýn na obilí. Ještě v první polovině 19. století byl mlýn pod Ameisenbergem označován také jako Einsiedelmühle podle poustevny, která kdysi existovala poblíž.

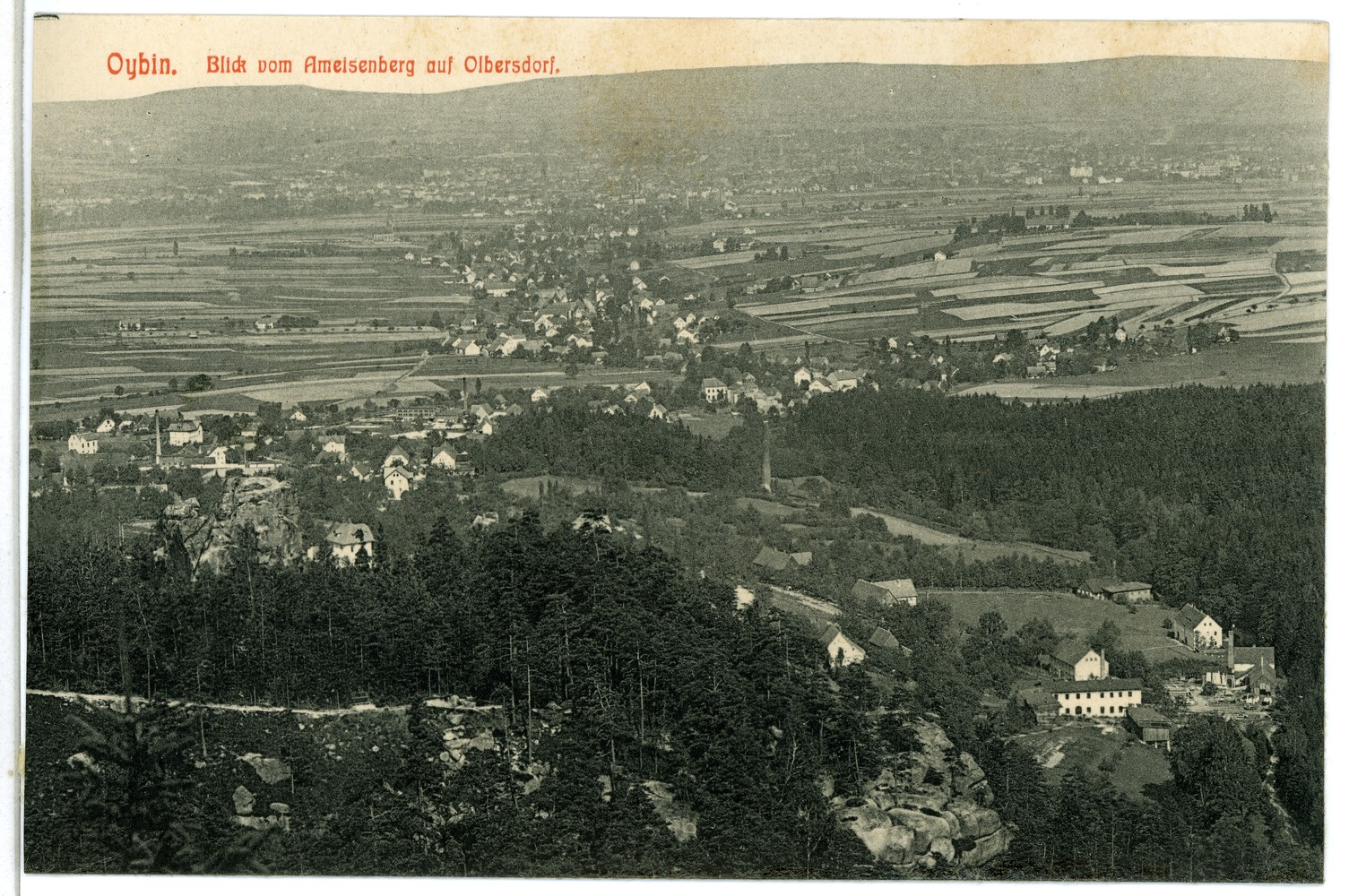
Výhled z Ameisenbergu na Olbersdorf (pohlednice z roku 1905)

Na západním úpatí kopce se u Staré lipské cesty nachází Hladový pramen (Hungerbrunnen), který byl znám už ve středověku. Mezi roky 1950 až 2001 tento pramen byl využíván k napájení olbersdorfského vodovodu. Poblíž pramene roste tzv. Lutherův dub (Luther Eiche). Strom  zde zasadili členové horského spolku z Oybinu 10. listopadu 1883 u příležitostí 400. výročí Lutherova narození. Poblíž dubu je kromě pamětního sloupku ještě pískovcový kámen Brotstein (Chlebový kámen) s vyobrazením chlebového bochníku a s  letopočtem 1539. Tento kámen měl být připomínkou hladomoru na jaře uvedeného roku.
Ve svahu Ameisenbergu naproti Čertovu mlýnu je malá skalní plošina, na níž jsou umístěny dvě pamětní desky. Větší deska připomíná návštěvu saského kurfiřta Johanna Georga II. a korunního prince Johanna Georga III. z 18. května 1665, druhá deska zmiňuje zdejší návštěvu saského krále Antonína I., která se uskutečnila 19. října 1829.

## Horolezectví
Skály na Ameisenbergu jsou využívány i pro horolezecké aktivity. Známou lokalitou jsou v tomto směru například Robertfelsen (Robertovy skály) na východní straně hory nebo 15 metrů vysoká pískovcová skalní věž Vergessener Turm (Zapomenutá věž), která se nachází na východním svahu Ameisenbergu jihozápadně od Čertova mlýna. Na této věži je vyznačeno celkem 16 lezeckých cest, poprvé byla Zapomenutá věž zlezena v roce 1937. V okolí jsou další pískovcové věže - Kanzelturm (Kazatelna), Teufelswächter (Čertův strážce), Teufelskanzel (Čertova kazatelna), Findling (Nalezenec), Ameisenjungfer (Mravkolev), Wildschütz (Pytlák) a Oybintalwächter (Strážce oybinského údolí), Na severní straně Ameisenbergu jsou méně známé skály Wilde Turm (Divoká věž) a Drachenwand (Dračí stěna). Skály na jihovýchodním svahu hory jsou chráněny jako hnízdiště ptáků, vstup na tyto lokality je proto obvykle zakázán od poloviny ledna do konce června.